# Дијакритик
Дијакритик, дијакритика или дијакритички знак је мала белешка додата слову која служи да промени изговор или разликују сличне речи. Појам долази од грчке речи грч. διακριτικός (дијакритикос, „препознатљив“). Неки дијакритички знаци, као што су акутни ( ´ ) и гравис ( ` ), често се називају акцентима.
Дијакритик се може појавити изнад или испод слова или на неком другом положају. Главна употреба је да промени фонетску вредност слова у којем је додат, али може се такође користити за измену изговора целе речи или слога, као тонске белешке у тонским језицима, да разликује између хомонима, за скраћенице, као што је титло у старим словенским текстовима, или да промени смисао слова, као што су белешке цифри у бројчаним системима, као што су ране грчке цифре. Слово које је дијакритик променио може се изразити или као ново, различито слово или као комбинација слово-дијакритика у правопису и упоређивању. То се разликује од језика до језика и у неким случајевима, од симбола до симбола унутар једног језика.
Системи са наглашеним самогласницима, наиме арапски харакат ( арап.   итд.) и хебрејски никуд ( хебр.  итд.), означавају самогласнике који нису пренесени основним алфабетом. Индијски вирама ( ् и др.) и арапски сукун ( ـْـ ) означавају одсуство самогласника. Кантилациони знаци означавају прозодију. Друге употребе укључују рано ћирилични титло симбол ( ◌҃ ) и хебрејски гершајим, који означавају скраћенице или акрониме, и грчке дијакритичке ознаке, које су показале да се слова абецеде користе као бројеви. У пинјину, званичном романизацијском систему за кинески, дијакритици се користе за означавање тонова слогова у којима се појављују означени самогласници.
У ортографији и сравњивање, слово модификовано дијакритичким знаком може се третирати или као ново, различито слово или као комбинација слова и дијакритика. Ово варира од језика до језика, а може варирати и од случаја до случаја на језику. Енглески је једини велики модерни европски језик који не захтева дијакритике за изворне речи (иако се дијареза може користити у речима као што је „coöperation”)

## Врсте дијакритика
Врсте дијакритичких знакова укључују:
- Знаци за нагласак (тако се зову јер су акут, гравис и циркумфлекс првобитно кориштени да покажу различите врсте тонског акцента, у многотонском правопису из грчког језика.
  - ( ´ ) акут (дугоузлазни нагласак)
  - ( ˋ ) гравис (краткоузлазни нагласак)
  - ( ˆ ) циркумфлекс (дугосилазни нагласак)
  - ( ˝ ) двоструки акут
  - (  ̏ ) двоструки гравис
- ( ˙ ), (. ) тачка (индичка анусвара)
  - тачка изнад слова, тачка која се користи у савременим латиничним малим словима „i“ и „j“
  - ( ¨ ) трема, или умлаут
- ( ˚ ) прстен (чешки: kroužek)
  - ( ¯ ) макрон (хавајски: kahakō)
  - ( ˍ ) макрон испод
- облоге
  - ( | ) усправна црта кроз простог слова
  - ( / ) коса црта кроз простог слова
  - ( – ) водоравна црта кроз простог слова
- криве линије
  - ( ˇ ) квачица (чешки: háček; словачки: mäkčeň),
  - ( ˘ ) брев
  - сикиликус, палаеографичка дијакритика сличан квачици или бреви
  - ( ˜ ) тилда
  - (  ҃ ) титло
- вијуге изнад
  - ( ’ ) апостроф
  - (  ̛ ) кука (вијетнамски: dấu hỏi)
  - (  ̉ ) рог (вијетнамски: dấu móc)
- вијуге испод
  - потписана запета
  - ( ¸ ) седиј
  - ( ˛ ) огонек
- ( ː ) двотачка, кориштена у Међународној фонетској алфабети за дуге самогласнике.

Нека од ових знакова су понекад дијакритици, али такође имају и друге сврхе: и то се односи на тилду, тачку, запету, титло, апостроф, црту, и двотачку.
Тачка над словом i у латиници настала је као дијакритик да јасно разликује i од усправним потеза суседним словима. Први пут се појавила у слијед ii (као у ingeníí) у латинским рукописима из 11. века, затим проширило се на i поред m, n, u прије него што се почело користити за сва мала i. Слово j, који се касније одвојио од i, наследио је „тачку“. Изглед дијакритика је у почетку био као данашњи акут (знак за дугоузлазни нагласак) па се развио на дуг цифрасти облик до 15. века. После наступа римске графије тачка је смањена на округли облик који имамо данас.

## Дијакритици специфичне у нелатиничним алфабетима

### Арапски
- (ئ ؤ إ أ и самосталан ء)  хамза назначује гркљански оклузив.
- Харакат (арапски: حركات такође зван تشكيل tashkīl). Вокалне тачке служи као фонетски водич. Означавају кратке самоглнаснике (fatḥa, kasra или ḍamma) или њиховог одсуства (sukūn).
  - (ـَ) fatḥa (а)
  - (ـِ) kasra (и)
  - (ـُ) ḍamma (у)
  - (ـْـ) sukūn (без самогласника)
- (ــًــٍــٌ) tanwīn (تنوين) симболи. Служи граматичку улогу у арапском. Знак ًـً‎ је најчешће писан у комбинацији са ا‎ (алифом), нп. ـًا ‎.
- (ـّـ) shadda геминат (удвајање) сугласника.
- (ٱ) waṣla. означава где алиф није изговорен.
- (آ) madda. замена за две алифе у реду. Прочитан као гркљански оклузив који следи дуг /aː/.
- (ــٰ) натписни алиф (такође „кратки“ или „ножни алиф“. Ретка замена за „дуг“ алиф у неким речима.
- Вокалне тачке или tashkīl не би се требало помешати са сугласним тачкама или iʿjam (إعجام‎) - за једну, две или три тачке писане изнад или испод сугласника за разликовање између слова од истог или сличног облика.

## Дијакритици који не производе нова слова

### Енглески
Енглески је један од ретких европских језика који нема много речи које садрже дијакритичке знакове. Уместо тога, диграфи су главни начин на који модерни енглески алфабет прилагођава латиницу својим фонемима. Изузеци су неасимилиране стране позајмљенице, укључујући позајмице из француског (и, све више, шпанског, попут jalapeño и piñata); међутим, дијакритик се такође понекад изоставља из таквих речи. Позајмљене речи које се често појављују са дијакритиком на енглеском укључују café, résumé или resumé (употреба која помаже да се разликује од глагола resume), soufflé, и naïveté (погледајте енглеске термине са дијакритичким знаковима). У старијој пракси (па чак и међу неким правописно-конзервативним савременим писцима) могу се видети примери као што су élite, mêlée and rôle.
Говорници енглеског језика и писци су некада чешће него сада користили дијарезу у речима као што су coöperation (од фр. coopération), zoölogy (од грч. zoologia), и seeër (сада чешће see-er или једноставно seer) као начин означавања да су суседни самогласници припадали посебним слоговима, али је ова пракса постала далеко ређа. Магазин Њујоркер је главна публикација која наставља да користи дијарезу уместо цртице ради јасноће и економичности простора.

## Транслитерација
Неколико језика који нису написани латиничним писмом су транслитерисани или романизовани помоћу дијакритичких знакова. Примери:
- Арапски има неколико романизација, у зависности од типа апликације, региона, намењене публике, земље итд. Многи од њих у великој мери користе дијакритике, на пример, неке методе користе подтачку за приказивање наглашених сугласника (ṣ, ṭ, ḍ, ẓ, ḥ). Макрон се често користи за приказивање дугих самогласника. š се често користи за , ġ за .
- Кинески има неколико романизација које користе умлаут, али само на u (ü). У Ханју пинјину, четири тона мандаринског кинеског означена су макроном (први тон), акутним (други тон), кароном (трећи тон) и тешким (четврти тон) дијакритичким знаковима. Пример: ā, á, ǎ, à.
- Романизовани јапански (Ромаџи) повремено користи макроне за означавање дугих самогласника. Хепбернов систем романизације користи макроне за обележавање дугих самогласника, а системи Кунреј-шики и Нихон-шики користе циркумфлекс.
- Санскрит, као и многи његови потомци, као што су хинди и бенгалски, користи систем романизације без губитака, IAST. Ово укључује неколико слова са дијакритицима, као што су макрон (ā, ī, ū), преко- и подтачке (ṛ, ḥ, ṃ, ṇ, ṣ, ṭ, ḍ), као и неколико других (ś, ñ).